# Дивчовото
Дивчовото (болг. Дивчовото) — село в Болгарии. Находится в Ловечской области, входит в общину Тетевен. Население составляет 185 человек.

## Политическая ситуация
В местном кметстве Дивчовото, в состав которого входит Дивчовото, должность кмета (старосты) исполняет Петко Димитров Петков (Порядок, законность и справедливость (РЗС)) по результатам выборов.
Кмет (мэр) общины Тетевен — Николай Петров Павлов (Граждане за европейское развитие Болгарии (ГЕРБ)) по результатам выборов.